# Donald R. Hodel
Donald R. Hodel (1953 - ) es un botánico estadounidense, horticultor ambiental en la  extensión cooperativa de la Universidad de California en Los Ángeles, desde 1986.

## Educación
- 1975: M.Sc. en Horticultura Tropical, en la Universidad de Hawái, Honolulu
- 1974: B.Sc. en Horticultura Ornamental, en California State Polytechnic University, Pomona

## Desarrollo
Se ha focalizado en la flora del Nuevo Mundo, especializándose en la selección, siembra y manejo de plantas leñosas en el paisaje, con énfasis especial en el uso de agua de plantas, árboles y palmeras. Es considerado un referente en la taxonomía de las palmas y su horticultura

## Algunas publicaciones
- --------------, j. Marcus. 2004. The white powder Dypsis: a new species from cultivation. Palms 48: 90-93
- d.r. Pittenger, d.r. Hodel, a.j. Downer. 2005. Transplanting specimen palms: a review of common practices and research-based information. HortTech. 15(1): 128-132.
- --------------, d.r. Pittenger, a.j. Downer. 2005. Palm root growth and implications for transplanting. J. Arbor. 31: 171-181
- --------------. 2005. × Lytoagrus dickensonii, a new nothogenus and nothospecies for the hybrid from cultivation of Lytocaryum weddelianum and Syagrus romanzoffiana. Palms 49: 122-127
- --------------, j. Marcus, j. Dransfield. 2005. Dypsis robusta, a large new palm from cultivation. Palms 49: 128-130
- m.m. Thomas, n.c. Garwood, w.j. Baker, s.a. Henderson, s.j. Russell, d.r. Hodel, r.m. Bateman. 2006. Molecular phylogeny of the palm genus Chamaedorea, based on the low-copy nuclear genes PRK and PRB2. Mol. Phylo. Evol. 38: 398-415
- --------------, a.j. Downer, d.r. Pittenger. 2006. Effect of leaf removal and tie up on transplanted large Mexican fan palms (Washingtonia robusta). Palms 50: 76-81
- --------------, a.j. Downer, d.r. Pittenger, p.j. Beaudoin. 2006. Effect of amended backfill soils when planting five species of palms. HortTech. 16(3): 457-460
- --------------, d.r. Pittenger. 2006. Woody landscape plants, pp. 21-38 en: D. R. Pittenger (ed.), Retail Garden Center Manual. UC ANR Publication 3492. University of California, Oakland
- -------------- . 2007. Unraveling Clinostigma in Samoa. Palms 51: 11-29

### Libros
- 1988. Exceptional Trees of Los Angeles. California Arboretum Foundation, Arcadia. 80 pp.
- 1992. Chamaedorea Palms: The Species and Their Cultivation. The International Palm Society, Lawrence, KS. 358 pp.
- 1998. The Palms and Cycads of Thailand. Kampon Tansacha, Nong Nooch, Tailandia. 190 pp.
- --------------, j.-c. Pintaud. 1998. The Palms of New Caledonia. Kampon Tansacha, Nong Nooch, Tailandia. 119 pp.
- e.g. McPherson, j.r. Simpson, p.j. Pepper, q. Xiao, d.r. Pittenger, d.r. Hodel. 2001. Tree Guidelines for Inland Empire Communities. Local Government Commission, Sacramento, California. 115 pp.
- --------------, d.v. Johnson. 2007. Imported and American varieties of dates (Phoenix dactylifera) in the United States. UC ANR Publication 3498. University of California, Oakland, CA. 112 pp.

## Reconocimientos
Miembro de
- American Society for Horticultural Science
- International Society of Arboriculture
- International Palm Society
- California Association of Nurserymen
- California Landscape Contractors' Association
- Southern California Horticulture Association
- Sociedad de honor colegiado de la horticultura Alpha Xi

- La abreviatura «Hodel» se emplea para indicar a Donald R. Hodel como autoridad en la descripción y clasificación científica de los vegetales.[3]